# Pelican Island (Tasmanie)
Pour les articles homonymes, voir Pelican Island.
Pelican Island est une île de 6,8 ha comprenant des rochers qui la rejoignent à marée basse, au sud-est de l'Australie.  Elle fait partie de l'archipel  Vansittart Island de Tasmanie, située à l'est du détroit de Bass entre Flinders et Cape Barren Islands dans l'Archipel Furneaux.  Jusqu'en 1984, l'île a été louée pour le pâturage.  Elle fait partie de la Zone importante pour la conservation des oiseaux dans les Franklin Sound Islands reconnue comme telle par BirdLife International parce qu'elle héberge plus de 1 % de la population mondiale de six espèces d'oiseaux

## Faune
Ces rochers sont reconnus pour accueillir et permettre la reproduction d'espèces d'oiseaux de mer et d'échassiers telles que :
- Puffin à bec grêle ;
- Océanite frégate ;
- Goéland arctique ;
- Sterne caspienne ;
- et Huîtrier fuligineux.

Un scinque non identifié vit sur l'île.
La présence du Chat haret est prouvée.